# 1595
1595 (MDXCV) a fost un an comun al calendarului gregorian, care a început într-o zi de duminică.

## Evenimente
- 15 ianuarie: Ciocnire între armata condusă de frații Buzești și tătari, încheiată cu risipirea celor din urmă. Tătarii și turcii reușesc joncțiunea pe locul numit "Padina Șerpătești" de lângă satul Stănești. Tabăra turco-tătară este atacată pe banul Manta.
- 20 mai: Delegația munteană încheie la Alba Iulia tratatul de suzeranitate a principelui Transilvaniei, Sigismund Báthory, asupra Țării Românești.
- 3 iunie: Ștefan Răzvan, domnul Moldovei, recunoaște suzeranitatea lui Sigismund Báthory.
- 13 august: Bătălia de la Călugăreni. Victorie tactică a oastei munteano-transilvane conduse de Mihai Viteazul.
- 19-20 octombrie: Bătălia de la Țuțora. Bătălie dintre Uniunea statală polono-lituaniană (sprijinită de trupele Moldovei) și Imperiul Otoman, soldată cu victoria poloneză.
- 20 octombrie: Artileria toscană dărâmă o parte din zidul fortăreței otomane, în cadrul Bătăliei de la Giurgiu. Aliații creștini pătrund învingători în cetate. Sinan Pașa privește neputincios de la Rusciuc victoria adversarilor săi.

### Nedatate
- noiembrie-decembrie: Legarea de glie a țăranilor din Țara Românească prin Așezământul și legătura lui Mihai Viteazul. Țăranii rămân pe moșia pe care i-a găsit așezământul. Stăpânii de la care fugiseră nu-i mai pot revendica.

## Nașteri
- Vasile Lupu, domn al Moldovei (1634-1653), (d. 1661)

## Decese
- 25 aprilie: Torquato Tasso poet italian (n. 1544)
- 16 ianuarie: Murad al III-lea  (n. 1546)
- 24 ianuarie: Ferdinand al II-lea de Austria arhiduce de Austria, guvernator al Tirolului (n. 1529)
- 12 februarie: Ernest de Austria arhiduce austriac (n. 1553)
- 24 august: Thomas Digges  (n. 1546)
- dată necunoscută: Camillo Agrippa inginer italian (n. ?)
- 29 iunie: Caterina Renata de Austria Arhiducesă a Austriei (n. 1576)
- decembrie: Ștefan Răzvan  (n. ?)
- 2 februarie: Ștefan Surdul domn al Țării Românești (n. ?)
- 3 martie: Heinrich Pantaleon istoric elvețian (n. 1522)
- dată necunoscută: Nazperver Sultan  (n. 1556)